# National Basketball Association 1984-1985
La stagione della National Basketball Association 1984-1985 fu la 39ª edizione del campionato NBA. La stagione si concluse con la vittoria dei Los Angeles Lakers, che sconfissero i Boston Celtics per 4-2 nelle finali NBA.

## Squadre partecipanti
- Atlanta Hawks
- Boston Celtics
- Chicago Bulls
- Cleveland Cavaliers
- Dallas Mavericks
- Denver Nuggets
- Detroit Pistons
- G.S. Warriors
- Houston Rockets
- Indiana Pacers
- K.C. Kings
- L.A. Clippers

- L.A. Lakers
- Milwaukee Bucks
- N.J. Nets
- N.Y. Knicks
- Phoenix Suns
- Philadelphia 76ers
- Portland T. Blazers
- San Antonio Spurs
- Seattle S.Sonics
- Utah Jazz
- Washington Bullets

## Classifica finale

### Eastern Conference
| Squadra            | V  | P  | %    | GB |
| ------------------ | -- | -- | ---- | -- |
| Boston Celtics     | 63 | 19 | 76,8 | -  |
| Philadelphia 76ers | 58 | 24 | 70,7 | 5  |
| New Jersey Nets    | 42 | 40 | 51,2 | 21 |
| Washington Bullets | 40 | 42 | 48,8 | 23 |
| New York Knicks    | 24 | 58 | 29,3 | 39 |

| Squadra             | V  | P  | %    | GB |
| ------------------- | -- | -- | ---- | -- |
| Milwaukee Bucks     | 59 | 23 | 72,0 | -  |
| Detroit Pistons     | 46 | 36 | 56,1 | 13 |
| Chicago Bulls       | 38 | 44 | 46,3 | 21 |
| Cleveland Cavaliers | 36 | 46 | 43,9 | 23 |
| Atlanta Hawks       | 34 | 48 | 41,5 | 25 |
| Indiana Pacers      | 22 | 60 | 26,8 | 37 |

### Western Conference
| Squadra           | V  | P  | %    | GB |
| ----------------- | -- | -- | ---- | -- |
| Denver Nuggets    | 52 | 30 | 63,4 | -  |
| Houston Rockets   | 48 | 34 | 58,5 | 4  |
| Dallas Mavericks  | 44 | 38 | 53,7 | 8  |
| San Antonio Spurs | 41 | 41 | 50,0 | 11 |
| Utah Jazz         | 41 | 41 | 50,0 | 11 |
| Kansas City Kings | 31 | 51 | 37,8 | 21 |

| Squadra                | V  | P  | %    | GB |
| ---------------------- | -- | -- | ---- | -- |
| Los Angeles Lakers C   | 62 | 20 | 75,6 | -  |
| Portland Trail Blazers | 42 | 40 | 51,2 | 20 |
| Phoenix Suns           | 36 | 46 | 43,9 | 26 |
| Los Angeles Clippers   | 31 | 51 | 37,8 | 31 |
| Seattle SuperSonics    | 31 | 51 | 37,8 | 31 |
| Golden State Warriors  | 22 | 60 | 26,8 | 40 |

## Vincitore
| Campione NBA 1984-1985         |
| ------------------------------ |
| Los Angeles Lakers (9º titolo) |

## Statistiche
| Categoria          | Giocatore              | Team               | Statistiche |
| ------------------ | ---------------------- | ------------------ | ----------- |
| Punti              | Bernard King           | N.Y. Knicks        | 32.9        |
| Rimbalzi           | Moses Malone           | Philadelphia 76ers | 13.1        |
| Assist             | Isiah Thomas           | Detroit Pistons    | 13.9        |
| Palle rubate       | Micheal Ray Richardson | N.J. Nets          | 3.0         |
| Stoppate           | Mark Eaton             | Utah Jazz          | 5.6         |
| Falli              | Hakeem Olajuwon        | Houston Rockets    | 4.2         |
| Minuti per partita | Larry Bird             | Boston Celtics     | 39.5        |
| FG%                | James Donaldson        | L.A. Clippers      | 63.7        |
| FT%                | Kyle Macy              | Phoenix Suns       | 90.7        |
| 3FG%               | Byron Scott            | L.A. Lakers        | 43.3        |
| Efficienza         | Larry Bird             | Boston Celtics     | 26.5        |

## Premi NBA
| Premio                                 | Giocatore      | Team            |
| -------------------------------------- | -------------- | --------------- |
| NBA Most Valuable Player Award         | Larry Bird     | Boston Celtics  |
| NBA Defensive Player of the Year Award | Mark Eaton     | Utah Jazz       |
| NBA Rookie of the Year Award           | Michael Jordan | Chicago Bulls   |
| NBA Sixth Man of the Year Award        | Kevin McHale   | Boston Celtics  |
| NBA Coach of the Year Award            | Don Nelson     | Milwaukee Bucks |
| NBA Executive of the Year Award        | Vince Boryla   | Denver Nuggets  |
| J. Walter Kennedy Citizenship Award    | Dan Issel      | Denver Nuggets  |